# St. Peter und Paul, evangelisch (Zimmerau)

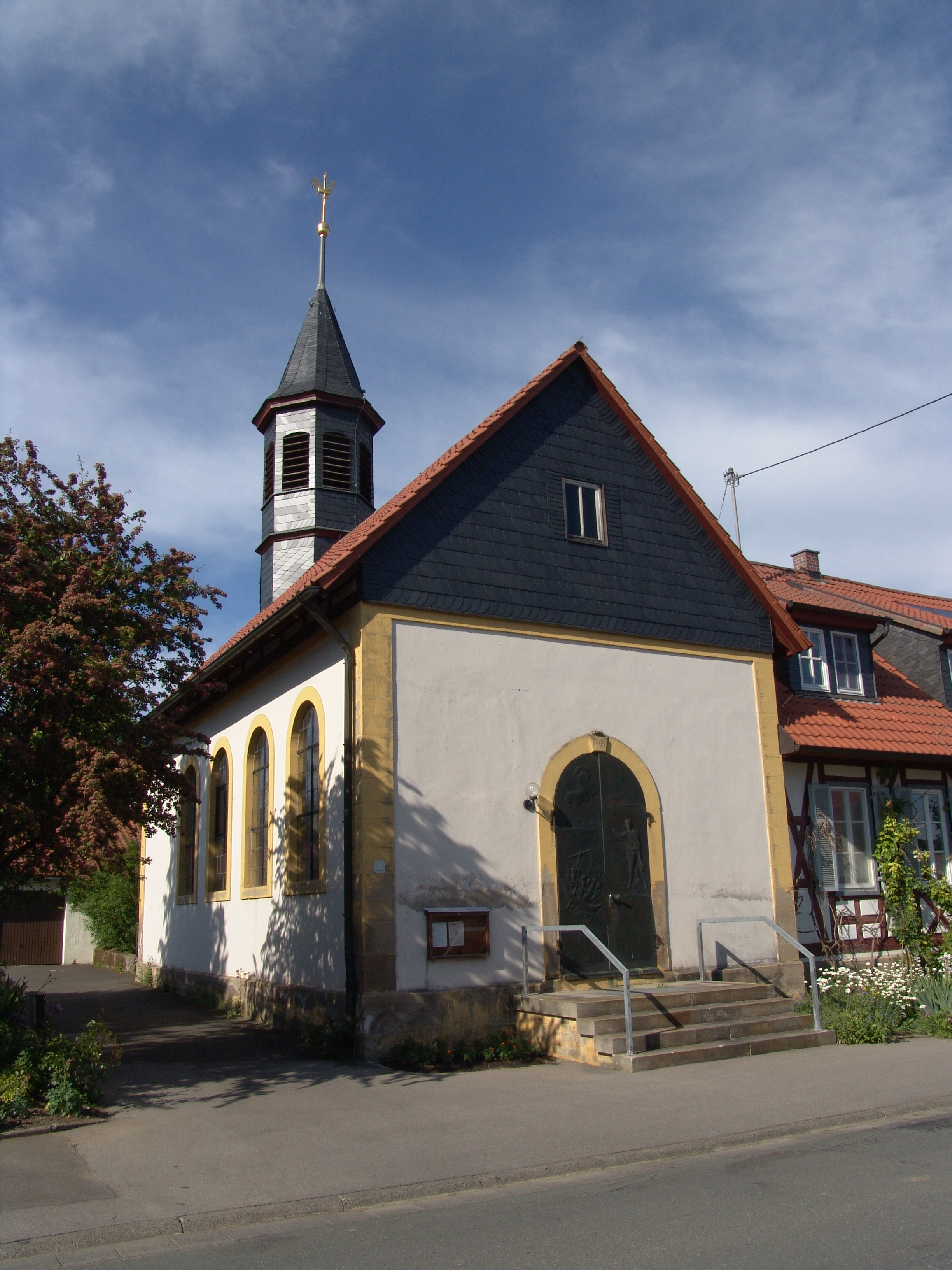
Die evangelische St.-Peter-und-Paul-Kirche in Zimmerau

Die evangelische St.-Peter-und-Paul-Kirche befindet sich in Zimmerau, einem Ortsteil der Gemeinde Sulzdorf an der Lederhecke im unterfränkischen Landkreis Rhön-Grabfeld in Bayern. Sie ist nach den Aposteln Peter und Paul benannt. Die Kirche gehört zu den Baudenkmälern von Sulzdorf an der Lederhecke und ist unter der Nummer D-6-73-172-39 in der Bayerischen Denkmalliste registriert. 
Die Kirchengemeinde gehört zum Dekanat Bad Neustadt an der Saale im Kirchenkreis Ansbach-Würzburg der Evangelisch-Lutherischen Kirche in Bayern. 
Die Kirche ist nicht zu verwechseln mit der katholischen St.-Peter-und-Paul-Kirche in Zimmerau.

## Geschichte
Um das Jahr 1900 wünschten sich die Protestanten von Zimmerau einen Turm mit einer Glocke für das Früh- und Abendgebet sowie für Beerdigungen. Bald wollte man neben dem geplanten Glockenturm auch einen Ort haben, um Gottesdienste abzuhalten. Naheliegend war der Gedanke, mit dem Bethaus gleichzeitig ein Schulhaus mit Lehrerwohnung für die evangelischen Kinder von Zimmerau und Sternberg zu errichten. In Zimmerau lebten zu der Zeit 86 Protestanten und 71 Katholiken sowie in Sternberg 23 Protestanten und 166 Katholiken.
Im Jahr 1899 wurde der „Bet- und Schulsaalverein Zimmerau-Sternberg“ gegründet. Ebenfalls 1899 konnte der Grundstein gelegt werden; der Betsaal wurde am 12. August 1900 eingeweiht. Das neue Kirchengebäude wurde ebenso wie die früher evangelische und nun katholische Kirche von Zimmerau nach den Aposteln Peter und Paul benannt.
Am Ortseingang von Zimmerau war nun ein einfacher und doch würdiger Betsaal mit kleinem aufgesetzten Turm mit zwei Glocken im Dachstuhl entstanden. Beim Betsaal handelt es sich um einen rechteckigen Fachwerkbau auf einem Sandsteinsockel mit jeweils sechs Bankreihen links und rechts des Hauptgangs mit insgesamt 100 Sitzplätzen. Kanzel, Altar und Taufstein bestehen aus Holz. Hinter dem Altar befinden sich der abgeschlossene Läutturm und eine kleine Sakristei. Im Jahr 2000 erhielt die Kirche eine neue Orgel mit sechs Registern und 216 Orgelpfeifen.
Im Jahr 1908 wurden die evangelischen Gemeinden von Zimmerau und Sternberg zur Filialkirchengemeinde von Sulzdorf vereinigt.